# 1958年の市町村合併
1958年の市町村合併（1958ねんのしちょうそんがっぺい）では1958年に行われた日本の市町村合併の一覧を載せる。

## 1月
- 1月1日
  - 石川県江沼郡 大聖寺町+ 山代町+ 片山津町+ 動橋町+ 橋立町+ 三木村+ 三谷村+ 南郷村+ 塩屋村 = 加賀市（新設/市制）
  - 静岡県田方郡 上大見村+ 中大見村+ 下大見村 = 田方郡中伊豆町（新設/町制）
  - 愛知県春日井市+ 東春日井郡 坂下町+ 高蔵寺町 = 春日井市（編入）
  - 兵庫県姫路市+ 飾磨郡 飾東村+ 神崎郡 神南町+ 印南郡 的形村 = 姫路市（編入）
  - 広島県賀茂郡 高屋町+ 造賀村 = 賀茂郡高屋町（編入）
  - 愛媛県東宇和郡 豊海村+ 高山村 = 東宇和郡明浜町（新設/町制）
  - 佐賀県東松浦郡 入野村+ 切木村の一部 = 東松浦郡肥前町（編入/改称/町制）
  - 佐賀県唐津市+ 東松浦郡 切木村の一部 = 唐津市（編入）
- 1月15日
  - 和歌山県西牟婁郡 串本町+ 東牟婁郡 大島村 = 西牟婁郡串本町（編入）

## 2月
- 2月1日
  - 東京都南多摩郡 鶴川村+ 町田町+ 忠生村+ 堺村 = 町田市（新設/市制）
  - 東京都南多摩郡 日野町+ 七生村 = 南多摩郡日野町（新設）
  - 滋賀県近江八幡市+ 蒲生郡 武佐村 = 近江八幡市（編入）
  - 兵庫県神戸市+ 美嚢郡 淡河村 = 神戸市（編入）
  - 山口県熊毛郡 上関村+ 室津村 = 熊毛郡上関町（編入/町制）
- 2月11日
  - 広島県三次市+ 双三郡 川西村 = 三次市（編入）
- 2月15日
  - 茨城県稲敷郡 河内村+ 金江津村 = 稲敷郡河内村（編入）
- 2月20日
  - 茨城県稲敷郡 東村+ 大須賀村 = 稲敷郡東村（編入）
- 2月25日
  - 茨城県西茨城郡 笠間町+ 稲田町 = 西茨城郡笠間町（編入）

## 3月
- 3月1日
  - 奈良県吉野郡 小川村+ 四郷村+ 高見村 = 吉野郡東吉野村（新設）
- 3月5日
  - 茨城県東茨城郡 茨城町+ 石崎村 = 東茨城郡茨城町（編入）
- 3月31日
  - 奈良県南葛城郡 御所町+ 葛村+ 葛上村+ 大正村 = 御所市（新設/市制）
  - 和歌山県西牟婁郡 上富田町+ 富田川町 = 西牟婁郡上富田町（新設）
  - 徳島県美馬郡 脇町+ 江原町+ 岩倉町 = 美馬郡脇町（新設）
  - 香川県善通寺市+ 仲多度郡 象郷村の一部 = 善通寺市（編入）
  - 香川県仲多度郡 琴平町+ 象郷村の一部 = 仲多度郡琴平町（編入）
  - 福岡県八女郡 北川内町+ 横山村 = 八女郡上陽町（新設）
  - 熊本県下益城郡 小川町+ 益南村+ 海東村 = 下益城郡小川町（新設）

## 4月
- 4月1日
  - 北海道小樽市+ 忍路郡 塩谷村 = 小樽市（編入）
  - 山形県西置賜郡 飯豊村+ 南置賜郡 中津川村 = 西置賜郡飯豊町（編入/町制）
  - 茨城県水戸市+ 東茨城郡 赤塚村 = 水戸市（編入）
  - 栃木県塩谷郡 北高根沢村+ 阿久津町 = 塩谷郡高根沢町（新設）
  - 長野県上田市+ 小県郡 豊殿村 = 上田市（編入）
  - 長野県上伊那郡 高遠町+ 藤沢村 = 上伊那郡高遠町（編入）
  - 長野県北安曇郡 南小谷村+ 中土村+ 北小谷村 = 北安曇郡小谷村（新設）
  - 岐阜県岐阜市+ 稲葉郡 日置江村+ 芥見村 = 岐阜市（編入）
  - 静岡県富士宮市+ 富士郡 北山村+ 上野村+ 上井出村+ 白糸村 = 富士宮市（編入）
  - 京都府綴喜郡 井手町+ 多賀村 = 綴喜郡井手町（新設）
  - 京都府南桑田郡 樫田村 を 大阪府 高槻市 に編入する = 南桑田郡樫田村（県変更/編入）
  - 大阪府高槻市+ 京都府 南桑田郡 樫田村 = 高槻市（県変更/編入）
  - 和歌山県和歌山市+ 海草郡 有功村+ 直川村+ 川永村+ 那賀郡 小倉村 = 和歌山市（編入）
  - 岡山県邑久郡 邑久町+ 裳掛村 = 邑久郡邑久町（編入）
  - 広島県豊田郡 川尻町+ 安登村の一部 = 豊田郡川尻町（編入）
  - 広島県豊田郡 安浦町+ 安登村の一部 = 豊田郡安浦町（編入）
  - 愛媛県北宇和郡 下波村+ 蔣淵村+ 戸島村+ 日振島村+ 遊子村 = 北宇和郡宇和海村（新設）
  - 高知県高岡郡 高岡町+ 宇佐町+ 新居村 = 高岡郡高岡町（新設）
  - 高知県幡多郡 津大村+ 江川崎村 = 幡多郡西土佐村（新設）
  - 熊本県熊本市+ 飽託郡 中島村 = 熊本市（編入）
  - 宮崎県宮崎郡 佐土原町+ 広瀬町 = 宮崎郡佐土原町（新設）
  - 宮崎県児湯郡 西都町+ 三納村+ 都於郡村 = 児湯郡西都町（新設）
  - 鹿児島県大島郡 亀津町+ 東天城村 = 大島郡徳之島町（新設）
- 4月10日
  - 長野県小県郡 東部町+ 滋野村 = 小県郡東部町（編入）

## 5月
- 5月1日
  - 徳島県那賀郡 富岡町+ 橘町 = 阿南市（新設/市制）
  - 香川県丸亀市+ 仲多度郡 垂水村+ 広島村 = 丸亀市（編入）
- 5月3日
  - 京都府熊野郡 久美浜町+ 佐濃村 = 熊野郡久美浜町（編入）
- 5月31日
  - 埼玉県秩父市+ 秩父郡 影森町 = 秩父市（編入）

## 6月
- 6月1日
  - 和歌山県伊都郡 高野町+ 富貴村 = 伊都郡高野町（編入）
- 6月15日
  - 兵庫県佐用郡 上月町+ 久崎町 = 佐用郡上月町（新設）

## 7月
- 7月1日
  - 大阪府堺市+ 南河内郡 南八下村 = 堺市（編入）
  - 和歌山県和歌山市+ 海草郡 加太町 = 和歌山市（編入）
  - 和歌山県伊都郡 伊都町+ 妙寺町+ 見好村 = 伊都郡かつらぎ町（新設）
  - 和歌山県西牟婁郡 白浜町+ 富田村+ 田辺市の一部 = 西牟婁郡白浜町（編入）

## 8月
- 8月1日
  - 山梨県東八代郡 御坂町+ 花鳥村の一部 = 東八代郡御坂町（編入）
  - 山梨県東八代郡 八代町+ 花鳥村の一部 = 東八代郡八代町（編入）
  - 長野県上伊那郡 南向村+ 片桐村 = 上伊那郡中川村（新設）
  - 長崎県佐世保市+ 東彼杵郡 宮村 = 佐世保市（編入）

## 9月
- 9月1日
  - 静岡県賀茂郡 上河津村+ 下河津村 = 賀茂郡河津町（新設/町制）
  - 三重県南牟婁郡 阿田和町+ 神志山村+ 市木尾呂志村 = 南牟婁郡御浜町（新設）
  - 福岡県久留米市+ 三井郡 宮ノ陣村+ 山本村 = 久留米市（編入）
- 9月3日
  - 三重県多気郡 三和町+ 斎明村 = 多気郡明和町（新設/改称）
- 9月10日
  - 青森県八戸市+ 三戸郡 大館村 = 八戸市（編入）

## 10月
- 10月1日
  - 長野県小県郡 長村+ 傍陽村+ 本原村 = 小県郡真田町（新設/町制）
  - 滋賀県甲賀郡 甲西町+ 下田村 = 甲賀郡甲西町（編入）
  - 熊本県宇土郡 宇土町+ 網田村 = 宇土市（編入/市制）
- 10月10日
  - 広島県甲奴郡 甲奴町+ 世羅郡 広定村 = 甲奴郡甲奴町（新設）
- 10月15日
  - 埼玉県入間郡 元狭山村 を 東京都 西多摩郡 瑞穂町 に編入する = 入間郡元狭山村（県変更/編入）
  - 東京都西多摩郡 瑞穂町+ 埼玉県 入間郡 元狭山村 = 西多摩郡瑞穂町（県変更/編入）
  - 福井県大野郡 石徹白村 を 岐阜県 郡上郡 白鳥町 に編入する = 大野郡石徹白村（県変更/編入）
  - 長野県西筑摩郡 神坂村 を 岐阜県 中津川市 に編入する = 西筑摩郡神坂村（県変更/編入）
  - 岐阜県郡上郡 白鳥町+ 福井県 大野郡 石徹白村 = 郡上郡白鳥町（県変更/編入）
  - 岐阜県中津川市+ 長野県 西筑摩郡 神坂村 = 中津川市（県変更/編入）
- 10月20日
  - 大阪府堺市+ 南河内郡 日置荘町 = 堺市（編入）
  - 島根県邑智郡 瑞穂町+ 市木村の一部 = 邑智郡瑞穂町（編入）
  - 島根県那賀郡 旭村+ 邑智郡 市木村の一部 = 那賀郡旭村（編入）

## 11月
- 11月1日
  - 岩手県東磐井郡 東山村+ 松川村 = 東磐井郡東山町（編入/町制）
  - 群馬県利根郡 久呂保村+ 糸之瀬村 = 利根郡昭和村（新設）
- 11月3日
  - 広島県豊田郡 竹原町+ 忠海町 = 竹原市（新設/市制）